# Castello della Rotta
Il castello della Rotta (o meglio: de La Rotta) è un antico edificio di origine medievale situato nell'omonima frazione del comune di Moncalieri, alle porte della città di Torino.
Risalente al XII secolo, secondo svariati testi e alcuni studiosi del settore, sarebbe unanimemente definito come «uno dei manieri più infestati d'Italia», nonché meta di sopralluoghi e visite per assistere a ricorrenti quanto presunti fenomeni paranormali.

## Storia

### Etimologia del nome
L'insolito toponimo ha origine incerta e sono state ipotizzate molteplici spiegazioni: potrebbe derivare da rupta, ovvero una rovinosa sconfitta militare, oppure potrebbe derivare da rotha, antico termine che indicava una fossa irrigatoria, oppure ancora rotta potrebbe significare l'evenienza che avrebbe portato più volte alla rottura degli argini dei vicini torrenti Banna e Stellone ma sarebbe anche sinonimo di area paludosa, oppure luogo di un'importante strada da seguire.
Tuttavia, da documentazioni catastali del XIII secolo, è noto che la costruzione venne denominata Grancia Rupta, stando a indicare la grancia come sorta di fattoria fortificata. Quest'ultima sembrerebbe l'origine più recente del toponimo e il cui edificio, convertito all'utilizzo rurale, si ergeva in una piana aperta e scarsamente abitata.

### Origine dell'edificio
La storia di questa dimora si perde nei secoli ma quando fu costruita era una modesta casaforte che tuttavia sorgeva in un punto strategico, poiché a difesa del vicino ponte sul torrente Banna, su cui transitava la strada romana proveniente da Pollentia. La presenza di questa strada potrebbe suggerire anche un'origine tardoromana dell'edificio come probabile statio, tuttavia non vi sono testimonianze concrete che confermino quest'ipotesi.
Nel 1196 il vescovo di Torino Arduino di Valperga assegnò terreni e la proprietà dell'edificio ai Cavalieri Templari, che effettivamente erano già molto presenti nei territori di Testona, Villastellone, nella vicina Pancalieri e in varie aree dell'attuale Piemonte. L'edificio fu pertanto sede di un piccolo convento e di una guarnigione a protezione del vicino ponte sul Banna di cui sussistono i resti. 
In seguito allo scioglimento del suddetto ordine religioso, l'edificio venne acquisito dall'Ordine dei Gerosolimitani, così come anche la facoltà di esigere la gabella per il passaggio sul vicino ponte.
Tuttavia nel XV secolo l'edificio, già noto come Grancia Rupta, subì rimaneggiamenti e fortificazioni in difesa dei briganti, poiché sussistevano conflitti tra comuni e feudi malgrado l'area fosse sotto la giurisdizione del Ducato di Savoia.

Dal 1452 la dimora fu certamente un possedimento del conte e Gran Priore dei Cavalieri Gerosolimitani Giorgio Valperga di Masino, come testimonia una prima lapide che egli fece applicare con la seguente iscrizione latina: 
Fino al tardo XVI secolo l’edificio continuò a essere la dimora gentilizia della famiglia dei conti Valperga di Masino, come prova una seconda lapide affissa sul portale d'ingresso della casaforte, che raffigura lo stemma nobiliare.

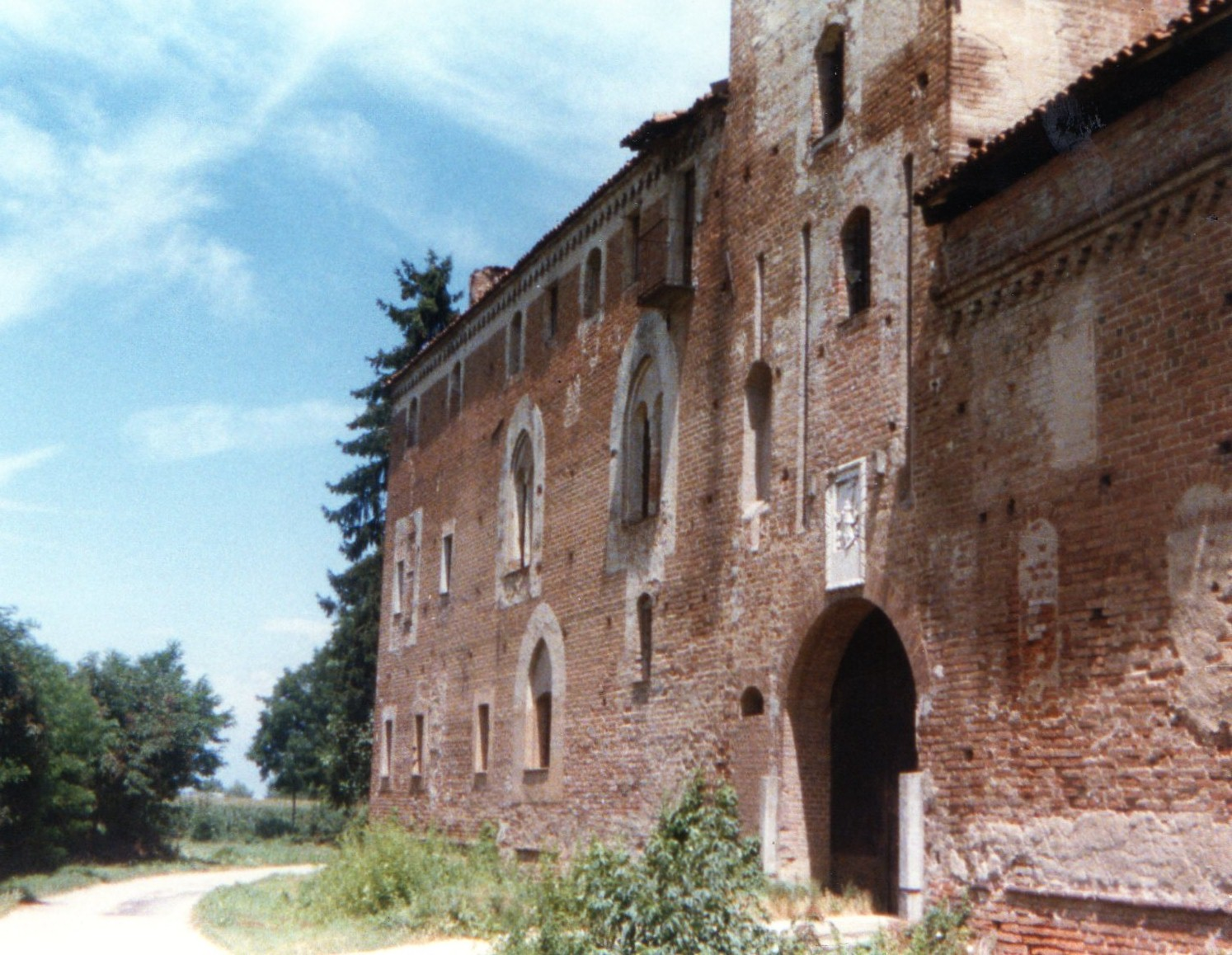
Uno scorcio della facciata

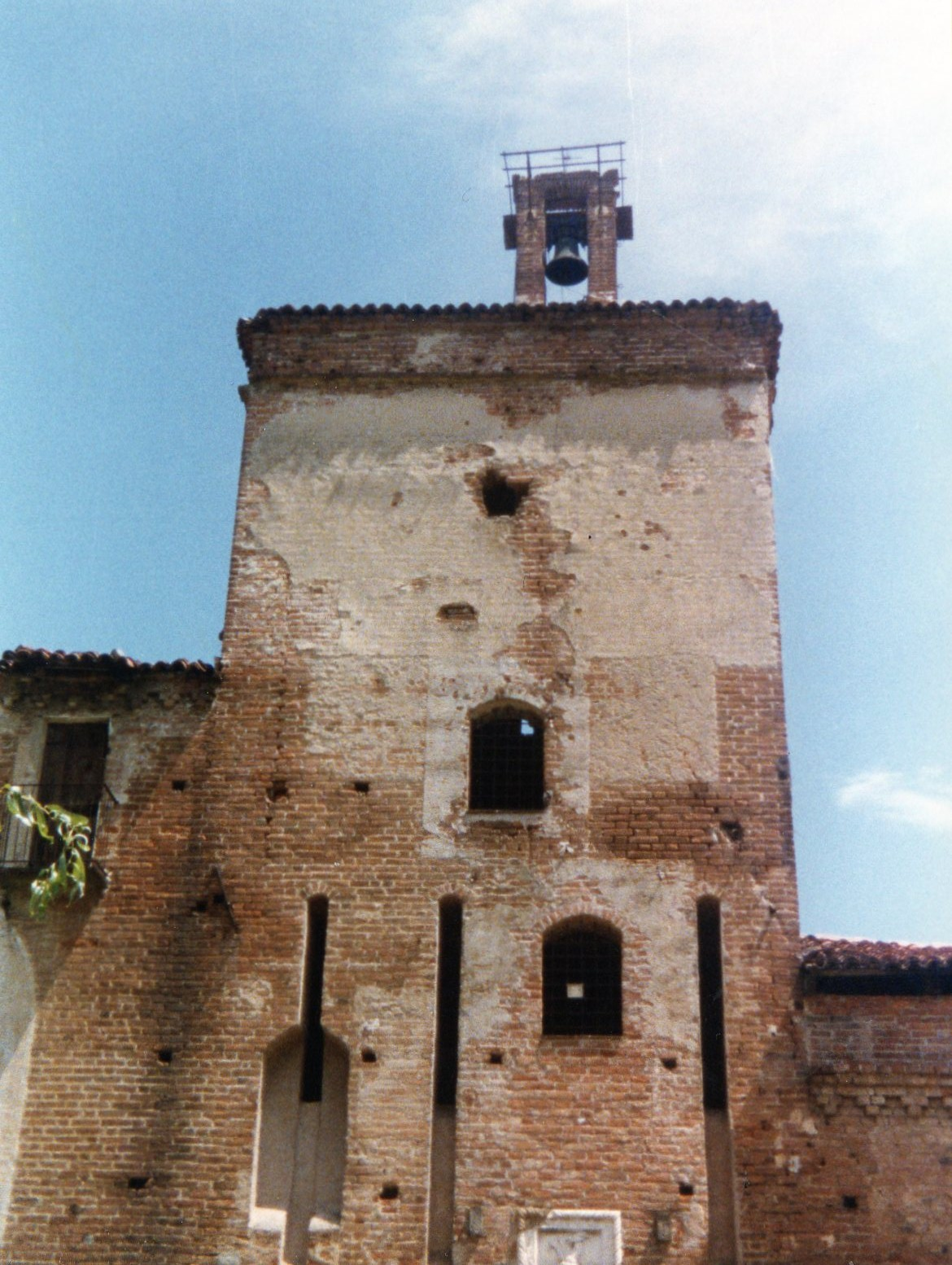
La torre di vedetta con il piccolo campanile a vela in cima

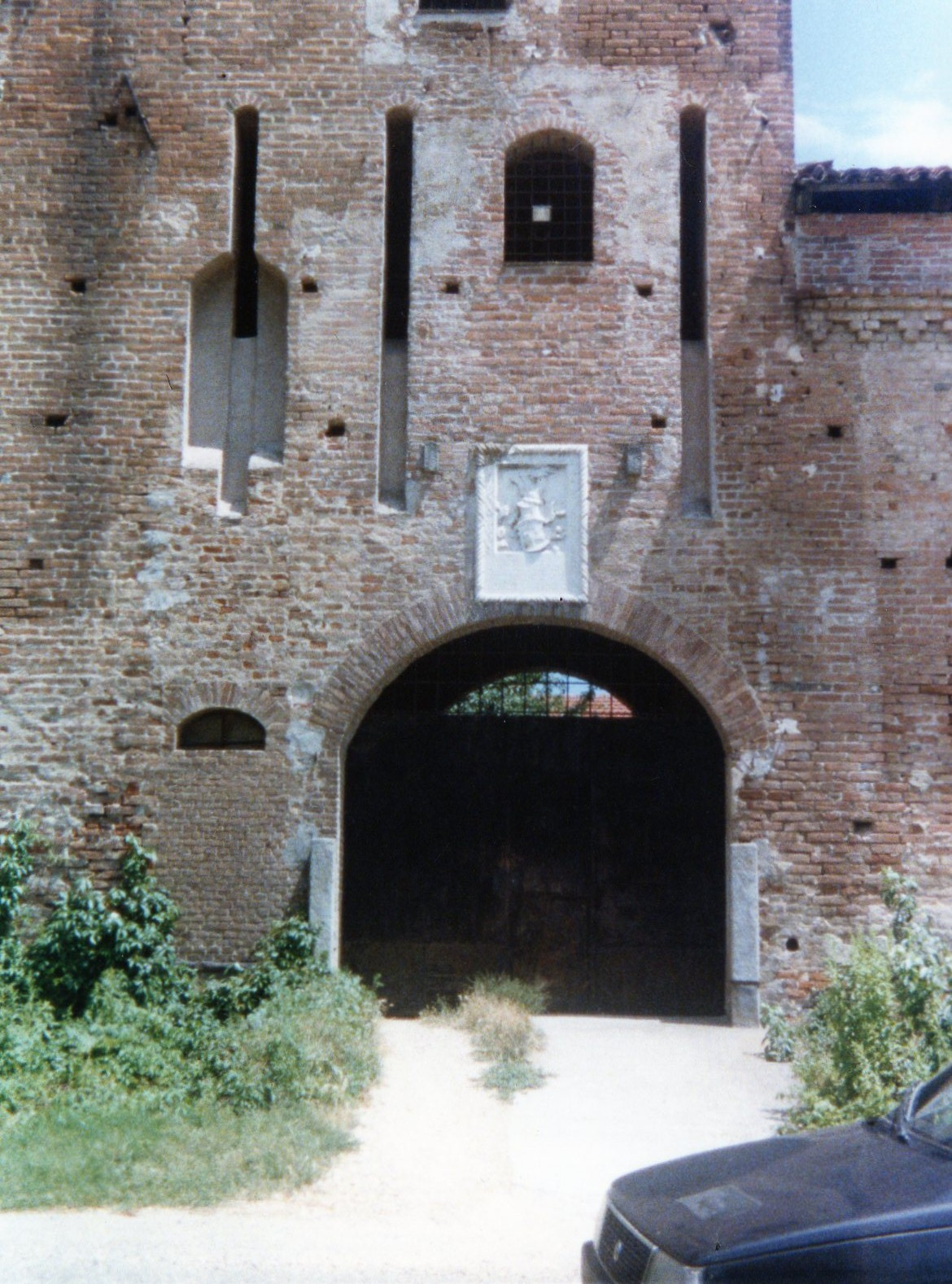
Il portale d'accesso principale sormontato dalla lapide con lo stemma dei Valperga di Masino e le evidenti fessure che svelano tracce di un precedente ponte levatoio

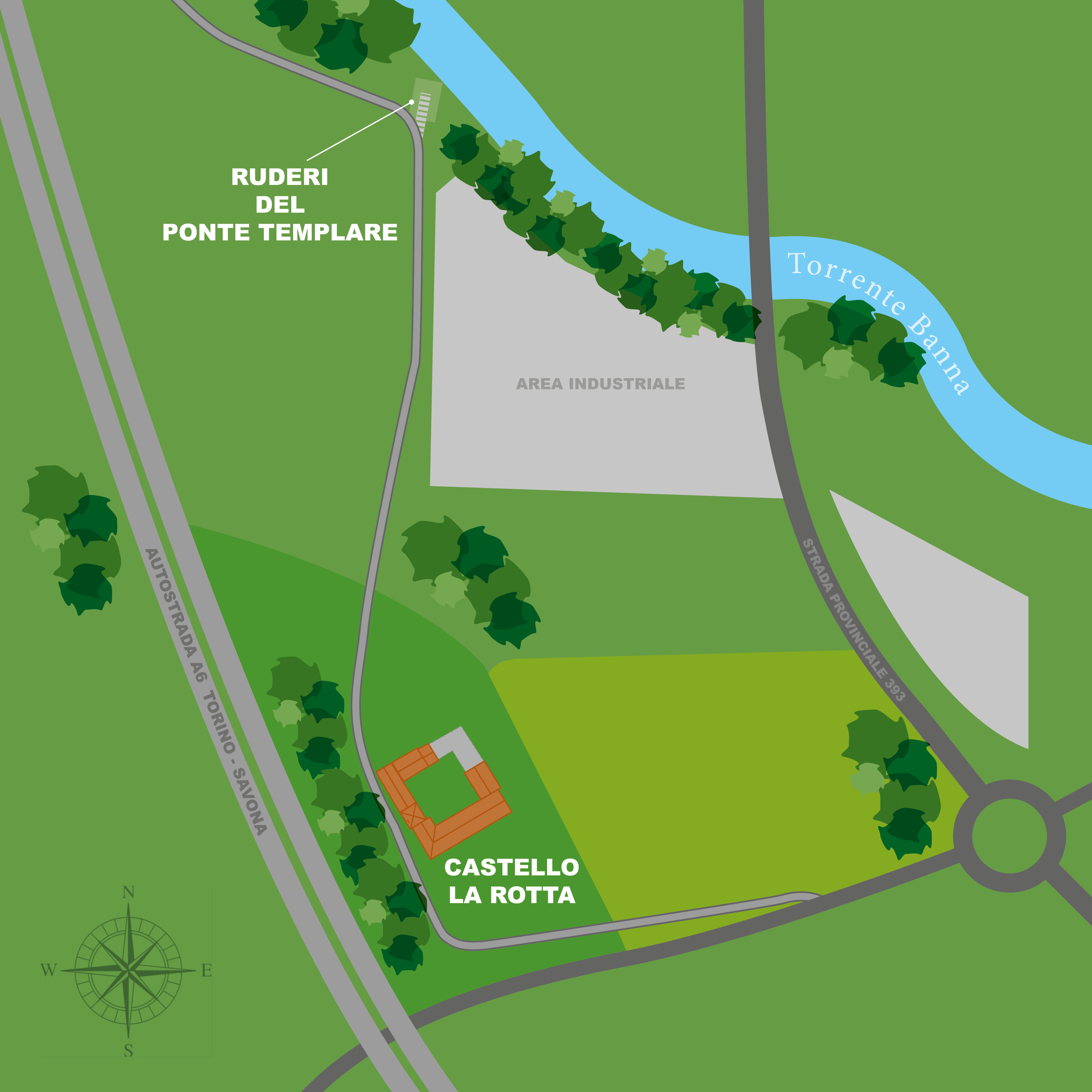
Planimetria dell'area dove sorge il castello

Nel XVII secolo, il castello rientrò nei molteplici possedimenti a disposizione della casata dei Savoia, divenendo altresì teatro di drammatici eventi e di due rovinose battaglie o, appunto, ruptæ: quella che Tommaso Francesco di Savoia principe di Carignano subì nel novembre del 1639 dall'armata francese capeggiata dal marchese D'Harcourt, che aveva liberato Torino dalle truppe «principiste» e che permise il ritorno della reggente Madama Reale Maria Cristina di Borbone; nonché quella a danno dell'esercito francese nel 1706, durante lo storico assedio di Torino, dove l’edificio fu adibito a deposito di polvere da sparo dalle truppe sabaude.
Nella prima metà del Settecento l’edificio ospitò per poco tempo l'abdicatario re Vittorio Amedeo II, trasferito qui dal vicino Castello di Moncalieri, dove venne arrestato su volere del figlio Carlo Emanuele III dopo che Vittorio Amedeo II, ripensandoci, dichiarò nullo il proprio atto di abdicazione. In seguito Vittorio Amedeo II venne trasferito e confinato nel castello di Rivoli e poi nuovamente nel castello di Moncalieri, dove morì in preda alla follia il 31 ottobre 1732.
Dopo circa un secolo di abbandono l'edificio è stato acquistato da privati e sottoposto a restauri nel corso degli anni ottanta, che riportarono alla luce dettagli della quattrocentesca struttura. 
Nel corso di questa prima fase di lavori, durante le operazioni di scavo per l'allacciamento a condutture idriche, sono stati rinvenuti i resti di una sepoltura di quello che sembrava essere un cavaliere templare, poiché tra i resti dello scheletro dell'uomo vi era una vistosa croce di metallo e tracce di un'armatura, nonché le ossa di un grande animale, cui si ipotizza essere stato il suo cavallo.

## Descrizione
L'edificio sorge nel comune di Moncalieri, da cui dista una decina di chilometri. Si raggiunge percorrendo una strada secondaria che si imbocca dalla SP393 in direzione Villastellone e che conduceva all'antico ponte templare sul torrente Banna di cui oggi rimangono soltanto pochi ruderi. 
Posto tuttora in una posizione completamente isolata e quasi a ridosso dell'autostrada A6 Torino-Savona, l'edificio sorge in un'area boscosa e ombreggiata. Esso è caratterizzato da prospetti in laterizio con tracce di un antico fossato che originariamente circondava completamente il perimetro dell'edificio. L'intera struttura si sviluppa su una planimetria a pianta quadrangolare caratterizzata da forme regolari e, ciò che distingue questo edificio da un comune casolare di campagna, sono alcuni dettagli architettonici quattrocenteschi come le due superstiti bifore a sesto acuto delle tre esistenti e le tracce di una merlatura sulla sommità del lato sinistro del maniero.
La facciata principale è quella tipica di un edificio medievale a torre primitiva. Essa è asimmetrica ed è dominata dall'arcigno torrione quadrangolare con finestre munite di grate e sormontato da un piccolo campanile a vela. Le sue tre evidenti feritoie in laterizio rivelano l'originaria presenza di un ponte levatoio che conduceva al portale d'accesso. Sopra di esso è visibile una lapide in marmo bianco che riporta lo stemma nobiliare dei conti Valperga di Masino, mentre su uno stipite di pietra è visibile l'incisione di una croce di Malta, inequivocabile simbolo che lega il passato dell'edificio all'Ordine dei Gerolosomitani.
Nel complesso la struttura versa in discrete condizioni, seppur con evidenti segni di rimaneggiamenti aggiunti nel corso del tempo, come le decine di finestre rettangolari distribuite in ordine sparso. Essa comprende svariati locali presumibilmente adibiti ad abitazione posti in corrispondenza del corpo principale accanto alla torre. Tuttavia anche i tre corpi di fabbrica di altezze differenti che si sviluppano attorno al cortile quadrangolare, dotato di una cisterna centrale, ospitano svariati ambienti. Queste ali laterali comprendevano originariamente l'antica area conventuale con il cellario, una sala di rappresentanza e una cappella con una volta ogivale. La struttura più bassa che si estende sul lato destro ospita le antiche stalle e alcuni magazzini in parte diroccati.

## I presunti fenomeni paranormali
Nelle ultime decadi del Novecento l'edificio si trovava in stato di degrado e ciò, unitamente all'ubicazione isolata e al legame con i Cavalieri Templari, favorì il sorgere di argomentazioni circa i presunti fenomeni soprannaturali che lo renderebbero uno dei manieri più infestati d'Italia, nonché meta di frequenti visite e sopralluoghi da parte di appassionati o semplici curiosi.
Secondo alcune teorie esoteriche l'edificio godrebbe anche di una posizione astrologica particolarmente favorevole all'apporto di energie naturali, poiché orientata strategicamente alla posizione del sole, della luna e dei pianeti, trovandosi altresì in corrispondenza di presunte linee di forza magnetiche terrestri. Queste peculiarità avrebbero influito ad accrescere la sinistra notorietà della dimora, consolidandosi a partire dagli anni ottanta del Novecento, anche se, come spesso accade in questi casi, risulta difficile riscontrare un'effettiva veridicità delle pur numerose testimonianze di presunti eventi paranormali.

Tuttavia molti testi specifici sull'argomento raccolgono indizi e testimonianze sul castello, tanto da contare numerose quanto presunte presenze che si manifesterebbero ciclicamente sia nelle proprie stanze che al suo esterno e annoverandolo, appunto, tra quelli più infestati d'Italia. Il già citato ritrovamento dei resti di una sepoltura parrebbe essere l'indizio che più potrebbe avere un possibile legame con il presunto fantasma del cavaliere templare avvistato da alcuni testimoni nel corso degli anni, tra cui uno dei proprietari succedutisi nel tempo; il suo spettro apparirebbe in sella al proprio destriero, completo di armatura e spada, e stazionerebbe presso il portale d'ingresso.
Le altre presunte apparizioni comprenderebbero numerose presenze: lo spettro incappucciato di un monaco criminale murato vivo all'interno di una parete dei sotterranei, un corteo rituale di ecclesiastici che apparirebbe ogni anno nella notte tra il 12 e il 13 giugno, il fantasma di una nobildonna suicida, quello di un uomo decapitato e con la propria testa tra le mani, il fantasma di una bambinaia suicida poiché rea d'aver provocato la scomparsa di un bambino travolto da un cavallo, lo spettro del bambino stesso, che vagherebbe con il senso di colpa di essersi imprudentemente allontanato, il fantasma di un prelato seduto e intento a leggere un grande libro e quello di una figura vestita di nero che probabilmente ritornerebbe sul luogo della propria morte.
La sinistra fama del castello con tutte queste sue ipotetiche presenze paranormali ha anche interessato il CICAP che, tuttavia, in un suo rapporto dei primi anni duemila, ha evidenziato come le leggende sui presunti fantasmi che infesterebbero questo edificio si siano diffuse soltanto a partire dagli anni ottanta del Novecento, a seguito dell'ultimo cambio di proprietà, senza particolari evidenze precedenti.

### Approfondimenti
1. ↑  «Questo è il luogo sotto il cui nome si celano le gesta di Giovanni Battista nel deserto 
Questo è il modo di diventare di fatto campo dei Longobardi, il vecchio Giorgio che, con la nascita di Giovanni, 
i compagni di Valperga appariranno nel ceppo del beato precettore di Moncalieri, qui aggiunto per descriverlo in questo castello, addì millequattrocentocinquantadue»
2. ↑  Strada Tetti Sapini